# Котень (Бакеу)
Котень, Котені (рум. Coteni) — село у повіті Бакеу в Румунії. Входить до складу комуни Бухоч.
Село розташоване на відстані 243 км на північ від Бухареста, 7 км на південний схід від Бакеу, 82 км на південний захід від Ясс, 146 км на північний захід від Галаца, 144 км на північний схід від Брашова.

## Населення
За даними перепису населення 2002 року у селі проживали 487 осіб, усі — румуни. Усі жителі села рідною мовою назвали румунську.